# Jüdischer Friedhof (Bad König)
Der jüdische Friedhof Bad König  ist ein Friedhof in der Stadt Bad König im Odenwaldkreis in Hessen. Er steht als Kulturdenkmal unter Denkmalschutz.
Der jüdische Friedhof liegt im Osten der Stadt unmittelbar beim allgemeinen Friedhof. Er ist erreichbar über Kimbacher Straße/Friedhofsweg.
Die Toten der jüdischen Gemeinde Bad König wurden zunächst auf dem Friedhof in Michelstadt beigesetzt. Auf dem knapp 500 m² großen Friedhof in Bad König, der von 1926 bis vor dem Jahr 1939 belegt wurde, befinden sich wenige Grabsteine mit den Namen der ehemaligen Königer Familien Adler, Ehrmann, Herzfeld, Mannheimer, Oppermann, Speyer und Strauß.